# Col de Grosse Pierre
Der Col de Grosse Pierre ist ein 955 Meter hoher französischer Gebirgspass in den Vogesen. Er befindet sich in der Region Grand Est im Département Vosges und verbindet über die D486 La Bresse im Süden mit Gérardmer im Norden.

## Streckenführung

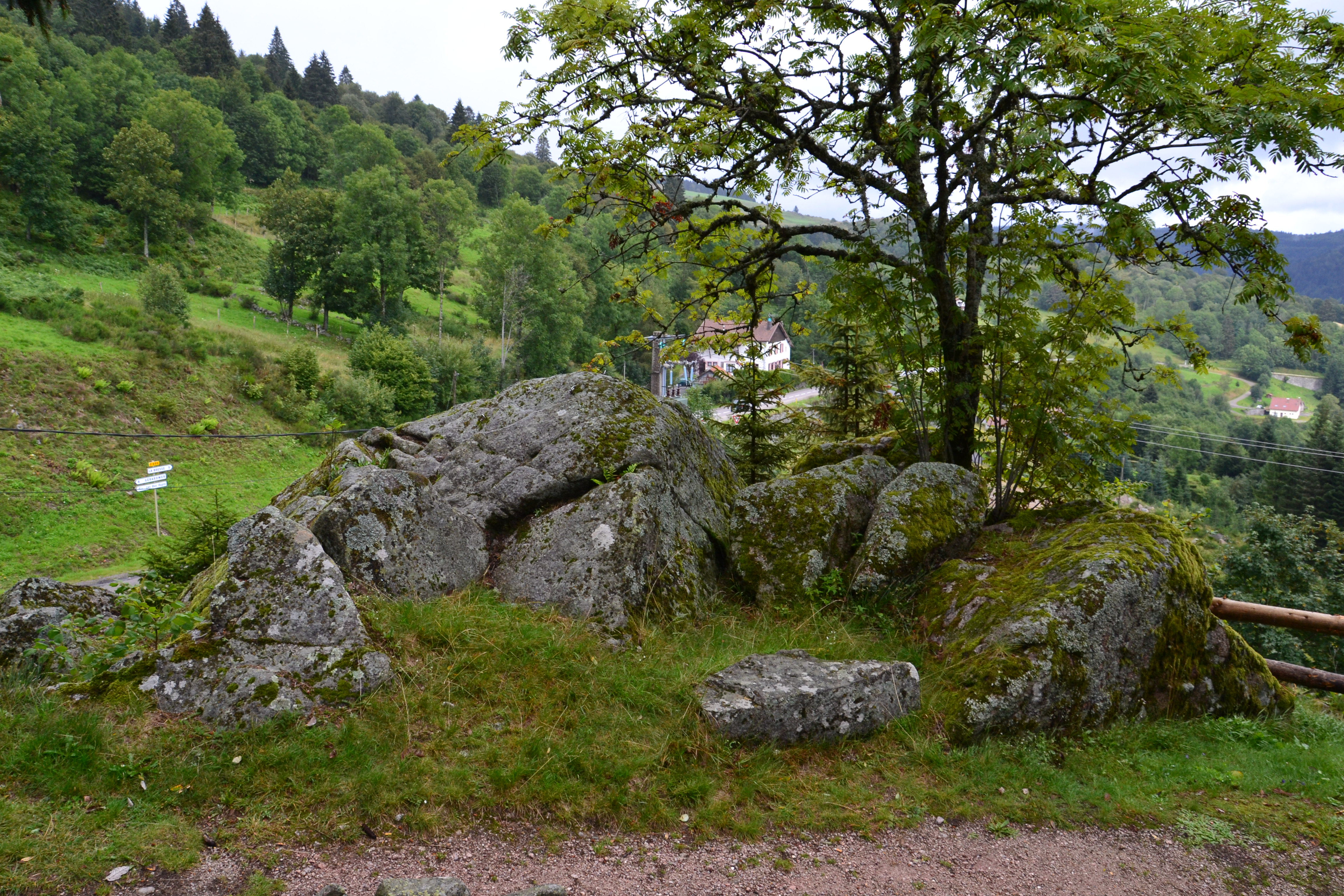
Die namengebenden Felsen

Die Südauffahrt von La Bresse führt über fünfeinhalb Kilometer auf einer gut ausgebauten Straße auf die Passhöhe. Die Steigung verläuft gleichmäßig bei einem Schnitt von rund 6 %. Die Südseite ist nur leicht bewaldet und beinhaltet nur eine Kehre, die eineinhalb Kilometer vor dem höchsten Punkt erreicht wird.
Die Nordauffahrt von Gérardmer führt zunächst über den Col du Haut de la Côte (799 m), ehe die D486 nach einer kurzen Abfahrt den Ausgangspunkt der Steigung auf den Col de Grosse Pierre erreicht. Bei Les Bas Rupts beginnt der eigentliche Anstieg und führt mit einer durchschnittlichen Steigung von 6,4 % über rund drei Kilometer. Die Nordseite ist stark bewaldet und beinhaltet kaum Kurven.
Eine weitere Anfahrtsmöglichkeiten bildet die D23, die aus westlicher Richtung von Vagney aus nach Les Bas Rupts führt.

## Radsport
Die Geschichte des Col de Grosse Pierre reicht bei der Tour de France bis in die Jahre 1913 und 1914 zurück. Damals führten Fahrer wie Lucien Petit-Breton und Jean Alavoine über den Vogesen-Pass. Nachdem im Jahr 1947 die Bergwertung eingeführt wurde, stand der Anstieg bei der Tour de France 1952 erneut im Programm der Rundfahrt, wobei die damals befahrene Nordseite kein kategorisierter Anstieg war. Mit José Perez-Llacer überquerte damals ein Spanier die Kuppe des Passes als Erster.
Die ersten Bergpunkte wurden im Jahr 1969 vergeben, als die 6. Etappe von Mülhausen auf den Ballon d’Alsace führte. Die Auffahrt erfolgte aus südlicher Richtung und wurde als Anstieg der 3. Kategorie klassifiziert. Mit Rudi Altig passierte ein Deutscher die Passhöhe als erster. In den Jahren 1979, 2005 und 2012 folgten Auffahrten über die Nordseite, wobei der Anstieg bei jeder Austragung als Bergwertung der 3. Kategorie klassifiziert wurde.
2014 (8. Etappe) wählte die Organisation eine neuartige Route auf den Pass. Von La Bresse aus ging es auf die schmale und steile Traverse de la Roche, die über rund einen Kilometer bei einer Steigung von über 10 % führte (maximal 16 %). Die Bergwertung wurde auf der Route du Droit abgenommen, die zum Col de Grosse Pierre führte. Der Anstieg wurde mit der 2. Kategorie klassifiziert und wies auf seinen insgesamt drei Kilometern eine durchschnittliche Steigung von 7,5 % auf. Im Jahr 2022 nahm die Tour de France erneut die Nordauffahrt in Angriff.
Bei der Tour de France 2023 wurde der Col de Grosse Pierre auf der 20. Etappe erneut aus südlicher Richtung befahren. Die Auffahrt erfolgte dabei erneut über die steilere Traverse de la Roche.
| Jahr | Etappe     | Kategorie    | Fahrer               | Auffahrt                        |
| ---- | ---------- | ------------ | -------------------- | ------------------------------- |
| 1969 | 06. Etappe | 3. Kategorie | Rudi Altig           | Süd                             |
| 1979 | 13. Etappe | 3. Kategorie | Bernard Vallet       | Nord                            |
| 2005 | 09. Etappe | 3. Kategorie | Michael Rasmussen    | Nord                            |
| 2012 | 07. Etappe | 3. Kategorie | Chris Anker Sørensen | Nord                            |
| 2014 | 08. Etappe | 2. Kategorie | Blel Kadri           | Süd (über Traverse de la Roche) |
| 2022 | 07. Etappe | 3. Kategorie | Simon Geschke        | Nord                            |
| 2023 | 20. Etappe | 2. Kategorie | Giulio Ciccone       | Süd (über Traverse de la Roche) |